# Yutaka Kaneko
Yutaka Kaneko (金子 豊 Kaneko Yutaka?), född 16 oktober 1979 i Saitama prefektur, är en japansk före detta fotbollsspelare.
Kaneko började sin karriär 2002 i Ehime FC. Han spelade 80 ligamatcher för klubben. 2006 flyttade han till MIO Biwako Kusatsu. Han avslutade karriären 2006.